# スプリアーナ
スプリアーナ（伊: Spriana）は、イタリア共和国ロンバルディア州ソンドリオ県にある、人口約100人の基礎自治体（コムーネ）。

## 地理

### 位置・広がり
ソンドリオ県中部、ヴァルマレンコに位置するコムーネ。県都ソンドリオから北へ5km、ティラーノから西へ24km、州都ミラノから北北東へ99kmの距離にある。

#### 隣接コムーネ
隣接するコムーネは以下の通り。
- モンターニャ・イン・ヴァルテッリーナ
- ソンドリオ
- トッレ・ディ・サンタ・マリーア

### 地勢・地形
- 河川：マッレロ川 (it:Mallero)

### 地震分類
イタリアの地震リスク階級 (it) では、3 に分類される
。

## 行政

### 山岳部共同体
広域行政組織である山岳部共同体「ヴァルテッリーナ・ディ・ソンドリオ山岳部共同体」 (it:Comunità montana della Valtellina di Sondrio) （事務所所在地: ソンドリオ）を構成するコムーネの一つである。